# Guang’an

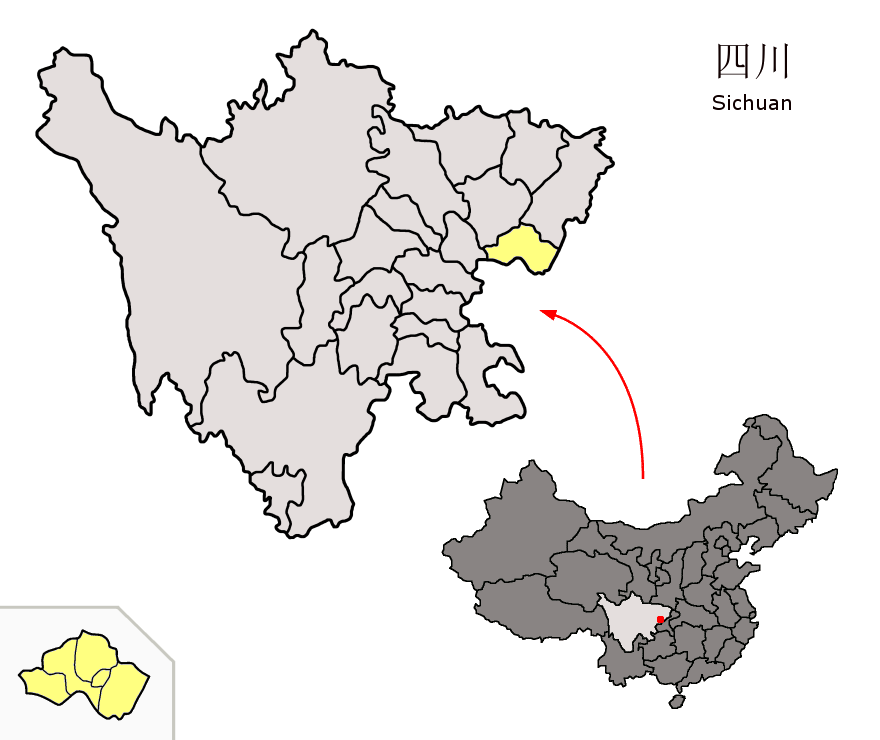
Lage von Guang’an.

Guang’an (chinesisch 广安市, Pinyin Guǎng'ān Shì) ist eine bezirksfreie Stadt in der chinesischen Provinz Sichuan. Guang’an hat 3.254.883 Einwohner (Stand: Zensus 2020). In dem eigentlichen städtischen Siedlungsgebiet von Guang’an leben 485.180 Menschen (Stand: Zensus 2020).

## Administrative Gliederung
Guang’an setzt sich auf Kreisebene aus zwei Stadtbezirken, einer kreisfreien Stadt und drei Kreisen zusammen. Diese sind (Stand: Zensus 2020):
- Stadtbezirk Guang’an – 广安区 Guǎng'ān Qū, 1.027 km², 744.115 Einwohner;
- Stadtbezirk Qianfeng – 前锋区 Qiánfēng Qū, 503 km², 232.255 Einwohner;
- Stadt Huaying – 华蓥市 Huāyíng Shì, 416 km², 272.332 Einwohner;
- Kreis Yuechi – 岳池县 Yuèchí Xiàn, 1.474 km², 742.747 Einwohner;
- Kreis Wusheng – 武胜县 Wǔshēng Xiàn, 961 km², 555.897 Einwohner;
- Kreis Linshui – 邻水县 Línshuǐ Xiàn, 1.911 km², 707.537 Einwohner.

## Sonstiges
Der Stadtbezirk Guang’an ist der Geburtsort von Deng Xiaoping, sein ehemaliger Wohnsitz steht auf der Liste der Denkmäler der Volksrepublik China.